# آرثر دونكان
آرثر دونكان (بالإنجليزية: Arthur Duncan)‏ (5 ديسمبر 1947 في المملكة المتحدة - ) هو لاعب كرة قدم بريطاني في مركز جناح. شارك مع منتخب اسكتلندا لكرة القدم. أما مع النوادي، فقد لعب مع نادي بارتيك ثيسل ونادي هيبرنيان ورابطة كرة القدم الاسكتلندية الحادية عشر ‏ ونادي ليفينغستون لكرة القدم.

## وصلات خارجية
- آرثر دونكان على موقع الاتحاد الإسكتلندي (الإنجليزية)
- آرثر دونكان على موقع قاعدة بيانات كرة القدم.إي يو (الإنجليزية)